# Robert Reed (aktor)
Robert Reed, właściwie John Robert Rietz Jr. (ur. 19 października 1932 w Highland Park, w stanie Illinois, zm. 12 maja 1992 w Pasadenie, w stanie Kalifornia) – amerykański aktor i filmowy, telewizyjny i teatralny, reżyser.

## Życiorys

### Wczesne lata
Urodził się w północnych przedmieściach Chicago – w Highland Park w Illinois. Był jedynym dzieckiem Helen (z domu Teaverbaugh) i Johna Roberta Rietz Sr., który pracował dla rządu. W 1939 ukończył West Division School w Community Consolidated School District 62. Spędził późniejsze lata dzieciństwa w Muskogee w stanie Oklahoma, jak również Navasota w Teksasie. W Oklahomie, jego ojciec, John S., pracował jako rolnik na farmie indyczej i bydła.
W młodości, Reed dołączył do klubu rolnego 4-H, ale bardziej zainteresował się aktorstwem i muzyką. W Central High School w Muskogee, brał udział w przedstawieniach, gdzie także śpiewał. Pracował również jako spiker radiowy w lokalnych stacjach radiowych, napisał i produkował słuchowiska. W roku 1950 ukończył Muskogee Central i rozpoczął studia na wydziale dramatu w Northwestern University. W czasie swoich lat studenckich występował w głównych rolach w kilku sztukach. Później studiował przez jeden semestr w Royal Academy of Dramatic Art w Londynie.

### Kariera
Po powrocie do Stanów Zjednoczonych, dołączył do grupy teatralnej na off-Broadwayu, grał tytułowego Romeo w Romeo i Julii i miał wiodącą rolę w Śnie nocy letniej. Po opuszczeniu Shakespearewrights, dołączył do Studebaker Theatre w Chicago. W końcu przyjął pseudonim Robert Reed i przeniósł się do Los Angeles pod koniec lat 50., aby zająć się swoją karierą aktorską.
Debiutował na dużym ekranie w melodramacie muzycznym George’a Sidneya Kumpel Joey (Pal Joey, 1957) z Ritą Hayworth, Frankiem Sinatrą i Kim Novak. Rok potem znalazł się w obsadzie melodramatu sensacyjnego Dicka Powella Łowcy (The Hunters, 1958) u boku Roberta Mitchum i Roberta Wagnera oraz dramatu wojennego Torpeda poszła! (Torpedo Run, 1958) z udziałem Glenna Forda i Ernesta Borgnine. Stał się znany jako Kenneth Preston w serialu CBS Obrońcy (The Defenders, 1961-65) z E.G. Marshallem. Potem popularność przyniosła mu rola Michaela Paula „Mike’a” Brady’ego w sitcomie ABC Rodzinka Bradych (The Brady Bunch, 1969-74) wraz z Florence Henderson (jako Carol Brady).

### Życie prywatne
14 lipca 1954 roku ożenił się ze studentką Marilyn Rosenberg. Para miała jedną córkę Karen (ur. 1958). Jednak 10 lipca 1959 doszło do rozwodu.
W listopadzie 1991, zdiagnozowano u Reeda raka jelita grubego. Kiedy zachorował, pozwolił na odwiedziny tylko córce i swojej bliskiej przyjaciółce aktorce Anne Haney. Zmarł 12 maja 1992 roku w Huntington Memorial Hospital w Pasadenie w Kalifornii, w wieku 59 lat.
Reed był gejem, ale utrzymywał ten fakt w tajemnicy, obawiając się, że mogłoby to zaszkodzić w jego karierze. Po jego śmierci, większość obsady i ekipy oraz przede wszystkim jego koledzy z planu - Barry Williams i Florence Henderson – publicznie przyznali, że znali jego orientację seksualną. Śmierć Reeda początkowo przypisano wyłącznie rakowi, ale szczegóły z jego aktu zgonu dokonano ujawniając publicznie, że Reed był nosicielem wirusa HIV. Choć Reed nie miał AIDS w chwili jego śmierci. Reed został pochowany na Memorial Park Cemetery w Skokie w Illinois.

## Filmografia

### Filmy fabularne
- 1957: Kumpel Joey (Pal Joey) jako kumpel
- 1958: Łowcy (The Hunters) jako Jackson
- 1958: Torpeda poszła! (Torpedo Run) jako Woolsey
- 1961: Bloodlust! jako Johnny Randall
- 1967: Li'l Abner (TV) jako senator Cod
- 1967: Szybki zmierzch (Hurry Sundown) jako Lars Finchley
- 1968: Gwiazda! (Star!) jako Charles Fraser
- 1969: The Maltese Bippy jako porucznik Tim Crane
- 1971: The City (TV) jako Sealy Graham
- 1980: Casino (TV) jako Darius
- 1980: Pielęgniarka (Nurse, TV) jako dr Kenneth Rose
- 1981: Śmierć króliczka (Death of a Centerfold: The Dorothy Stratten Story, TV) jako David Palmer
- 1981: The Brady Girls Get Married (TV) jako Mike Brady
- 1988: A Very Brady Christmas (TV) jako Mike Brady
- 1991: Główny cel (Prime Target) jako agent Harrington

### Seriale TV
- 1965: Doktor Kildare (Dr. Kildare) jako Judd Morrison
- 1967: Ironside jako Jerry Pearson
- 1967: Hondo jako Frank Davis
- 1972: Mission: Impossible jako asystent adwokata okręgowego Arthur Reynolds
- 1975: McCloud jako Jason Carter
- 1976: Ulice San Francisco (The Streets of San Francisco) jako dr Arnold Stephen Holtfield / Dr Martin Avery / Peter Callahan
- 1976: Pogoda dla bogaczy (Rich Man, Poor Man) jako Teddy Boylan
- 1977: Korzenie (Roots) jako dr William Reynolds
- 1977: Barnaby Jones jako DeWitt Robinson
- 1978: Vega$ jako Mike Logan
- 1978: Fantastyczna wyspa (Fantasy Island) jako Leo Drake
- 1978: Statek miłości (The Love Boat) jako Frank McLean
- 1979: Hawaii Five-0 jako Richard Slade / Matthew Meighan
- 1979: Vega$ jak Johnny 'J.T. Rodmore' Roth
- 1980: Galactica 1980 jako prof. Donald Mortinson
- 1980: Skrupuły (Scruples) jako Josh Hillman
- 1980: Aniołki Charliego (Charlie’s Angels) jako Glenn Staley
- 1981-82: Pielęgniarka (Nurse) jako dr Adam Rose
- 1983: Hotel jako Phil Jamison
- 1983: Statek miłości (The Love Boat) jako Jack
- 1983: Fantastyczna wyspa (Fantasy Island) jako Szekspir
- 1984: Niebezpieczne ujęcia (Cover Up) jako Martin Dunbar
- 1984: The Mississippi jako Tyler Marshall
- 1984: Statek miłości (The Love Boat) jako Larry Peters
- 1984: Matt Houston jako Bradley Denholm
- 1984: Hotel jako Larry Dawson
- 1985: Napisała: Morderstwo (Murder, She Wrote) jako Adrian Winslow
- 1985: Statek miłości (The Love Boat) jako Carl Gerra
- 1986: Search for Tomorrow jako Lloyd Kendall
- 1986: Hotel jako Jason Beck
- 1987: Gliniarz i prokurator ( Jake and the Fatman) jako Kyle Williams
- 1987: Duet jako Jim Phillips
- 1987: Statek miłości (The Love Boat) jako Mike Brady
- 1987: Łowca (Hunter) jako sędzia Warren Unger
- 1988: Napisała: Morderstwo (Murder, She Wrote) jako Jackson
- 1988: The Law and Harry McGraw
- 1989: Day by Day jako Mike Brady
- 1989: Free Spirit jako Albert Stillman
- 1990: The Bradys jako Mike Brady
- 1990: Napisała: Morderstwo (Murder, She Wrote) jako Truman Calloway, Esq.
- 1992: Gliniarz i prokurator ( Jake and the Fatman) jako Alexander Baldwin